# Shiira
Shiira (シイラ, 鯕鳅) 是运行在Mac OS X 操作系统下的一款开源浏览器. 根据官方网站的表述，Shiira的目标是创造出一款比Safari更好、更有用的浏览器。
浏览器项目由日本的Makoto Kinoshita领导，基于Webkit引擎开发。
目前最新的发行版是2.3版，于2009年8月发布，要求Mac OS X 10.4或以上版本操作系统。
提供给OS X 10.3的最终版本是1.2.2

## 功能特点
Shiira浏览器专门针对Safari开发，因此两者有诸多相似特征，比如说，它们都支持隐私保护浏览模式。
Shiira也努力地优化了很多功能，提供了高用户自由度的搜索栏，和灵活的标签功能。Shiira2.0支持pdf浏览。